# Ramberte
La ramberte est un type de bateau de transport fluvial, sans voile ni rame, lié à la marine de Loire et qui se gouverne à l'aide d'une piautre. 
Longue de 23 à 27 mètres de long environ, fabriquée de 1704 à 1860 à Saint-Rambert-sur-Loire, dans la région de Saint-Étienne, cette sapine servait à transporter, essentiellement, le charbon du bassin houiller de la Loire depuis les ports foréziens de Saint-Just-sur-Loire et d'Andrézieux jusqu'à Roanne puis Nantes ou Paris. 

## Historique
La ramberte tire son nom de la ville de Saint-Rambert-sur-Loire, dans la région de Saint-Étienne, où elle était construite. On la trouve aussi nommée « saint-ramberte » qui par déformation deviendra « salambarde ». Nommer ainsi un bateau à partir de la ville ou de la région où il est construit est chose courante en milieu fluvial (cf. la sisselande, le coutrillon, le marnois...).
C'est à la suite du dégagement des gorges de Villerest des rochers qui les encombraient, par la Compagnie La Gardette en 1704, qu'une navigation exclusivement avalante put alors s'établir à partir de la région stéphanoise, afin d'exporter la houille avant tout, mais aussi du bois, du vin, une partie des produits manufacturés de Saint-Étienne, du papier d'Annonay, du poisson,,... Arrivées au port de Roanne, les rambertes de charbon les plus solides, parfois renforcées, étaient surchargées pour continuer leur voyage. Les rambertes libérées de leur contenu et encore aptes à naviguer accueillaient alors les vins du Roannais et du Beaujolais, les marchandises expédiées de Saint-Étienne par voie de terre, ou encore des produits agricoles venant notamment du midi de la France.
Notons au passage que le dérochement des gorges de Villerest aura des conséquences dramatiques dans la basse vallée de la Loire lors de la crue de 1707, le flot n'étant plus freiné par les rochers. Cela conduira à l'édification rapide des digues de Pinay et de la Roche en 1711.
La ramberte est un bateau assez sommaire, conçu pour tenir au moins le temps d'un voyage unique à la descente, qui l'emmène en basse Loire ou à Paris (par le canal de Briare). C'est une version fruste et légère du chaland de Loire, construite en sapin. On le trouve aussi nommé « sapine », mais d'autres bateaux différents portent aussi ce nom sur la Saône, le Rhône et le Midi.
La première ramberte aurait été construite par un certain Bernard Robelin, originaire d'Iguerande en Saône-et-Loire, et aurait navigué jusqu'à Roanne en octobre 1704.
Une version un peu plus grande de la ramberte sera construite à Roanne à la même époque. Elle s'appelle bien logiquement « roannaise ».
Une fois leur livraison effectuée, ces sapines ne remontaient pas le fleuve jusqu'à leur lieu de fabrication (navigation difficile et coûteuse en amont d'Orléans). Elles étaient revendues soit comme bois de chauffage ou de charpente, soit comme bateau de transport d'occasion, notamment en aval d'Orléans.
Rambertes et roannaises fréquenteront la Loire de 1704 à 1860, après avoir connu leur apogée en 1846. Quand elles cessent d'être construites en 1860, concurrencées à la fois par le rail et les canaux latéraux à la Loire (Roanne-Digoin et Latéral, ouverts tous deux en 1838), ce furent ainsi des centaines de milliers de bateaux qui, en un siècle et demi, seront descendus du haut Forez. Cette construction massive est aussi responsable de la déforestation de la haute-vallée de la Loire, et en partie de la gravité des grandes crues des XVIIIe et XIXe siècle, en particulier 1790, 1846, 1856 et 1866.
La ramberte est assez fréquemment représentée sur des lithographies et autres gravures, mais beaucoup moins en photographie, ce qui s'explique facilement par la date de l'arrêt de sa fabrication. Néanmoins, on trouve des clichés qui en représentent.

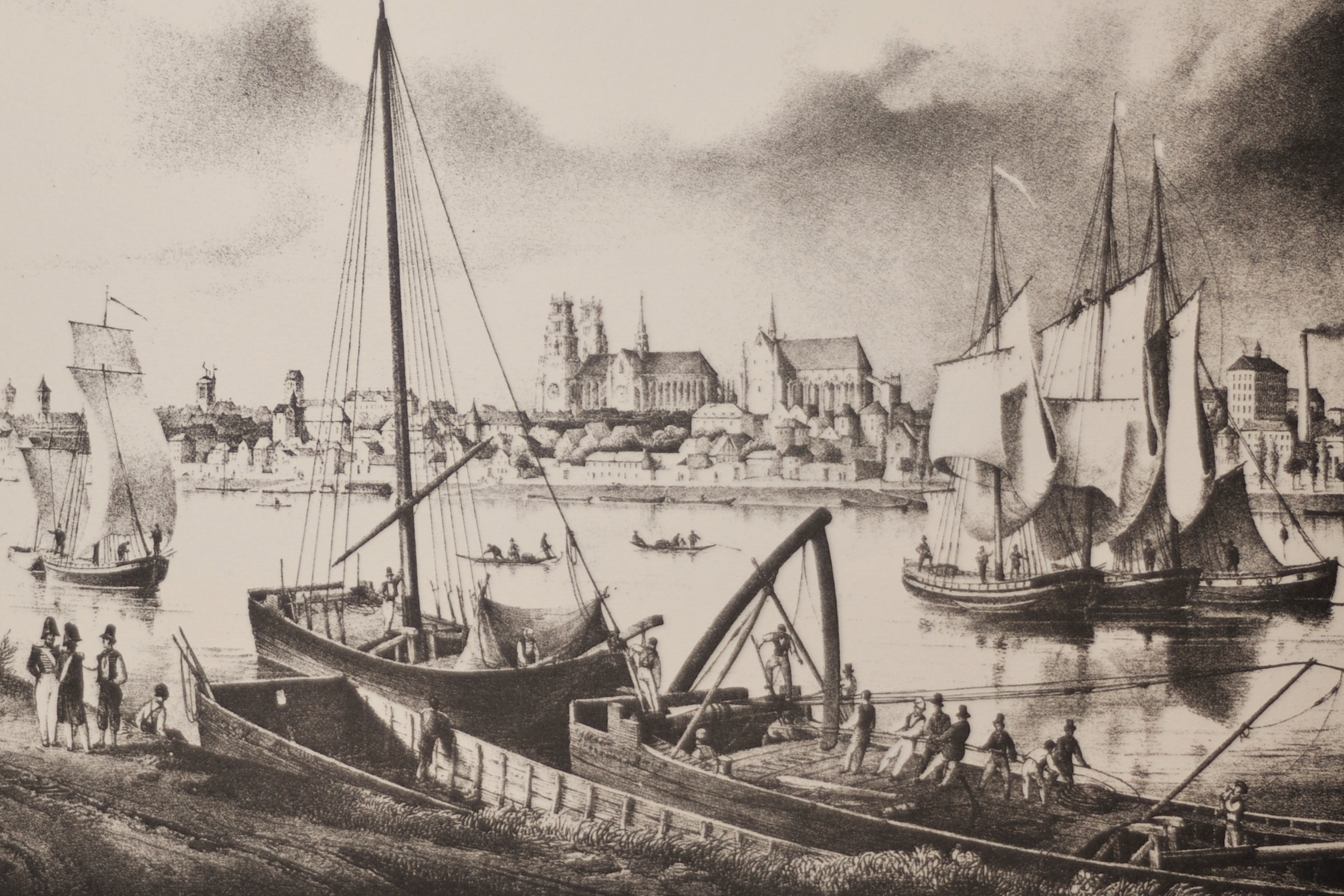
Vue d'Orléans en juin 1829 et présentant divers bateaux de Loire dont une probable ramberte au premier plan.